# 15155 Ahn
15155 Ahn eller 2000 FB37 är en asteroid i huvudbältet som upptäcktes den 29 mars 2000 av LINEAR i Socorro County, New Mexico. Den är uppkallad efter Ryan J. Ahn.
Asteroiden har en diameter på ungefär 3 kilometer.